# Горностаевский район
Горноста́евский райо́н (укр. Горностаївський район) — упразднённая административная единица в центрально-северной части Херсонской области Украины. С 2020 года территория района входит в состав Каховского района.

## География
На севере граничил с Великолепетихским районом, на востоке и юге — с Нижнесерогозским и Каховским; на западе, по руслу Днепра, — с Бериславским.

## История
Образован в 1923 году в составе Херсонского округа. В 1931 упразднён, территория присоединена к Каховскому району. Восстановлен в 1935 году в составе Одесской области. В 1937 передан в состав Николаевской области. В 1944 году стал частью Херсонской области.
17 июля 2020 года в результате административно-территориальной реформы район вошёл в состав Каховского района. На его территории были сформированы Горностаевская и Константиновская территориальные общины.